# FrankenSAM
FrankenSAM (телескопія англ. Frankenstein + SAM — Франкенштайн + ЗРК) — американсько-українська програма створення зенітних ракетних комплексів, відома з 2023 року. Основною ідеєю проєкту є інтеграція західних ракет класів «повітря — повітря» та «поверхня — повітря», що передаються союзниками в рамках МТД для відбиття російської агресії, із наявними в Україні радянськими ЗРК. Передбачається паралельне виробництво систем у США та Україні. Подібні системи також створює Велика Британія.
Ці проєкти передбачені для посилення української протиповітряної оборони проти російських ракетних атак на тлі виснаження запасів радянських ракет для ЗРК «Бук» та інших. Тож FrankenSAM дозволяє одночасно залишити актуальними радянську техніку та старі західні зенітні ракети, наявні у великій кількості на зберіганні у країнах НАТО.

## Історія

### Американські системи
6 січня 2023 про передачу ракет RIM-7 Sea Sparrow було оголошено в пакеті допомоги від США. За даними Politico, українська промисловість змогла адаптувати ЗРК «Бук» для запуску цих ракет і, таким чином, стала другою після Республіки Китай країною, що має наземні пускові установки для Sea Sparrow. Про можливості застосування цих ракет з радянськими комплексами було відомо раніше: у Польщі та Чехії були спроби встановлювати RIM-7 та RIM-162 ESSM на ЗРК «Куб». У листопаді 2023 року Командування Повітряних сил ЗСУ підтвердило інтеграцію «Бук-М1» та RIM-7.
31 травня 2023 року США оголосили про передачу Україні ракет AIM-7 Sparrow. Ці ракети, ймовірно, несумісні з українськими винищувачами радянського зразка, але припускається, що вони можуть бути інтегровані до ЗРК типу Skyguard-Aspide або «Бук».
У жовтні 2023 року стало відомо, що український та американський ОПК створили та успішно випробували імпровізовану наземну пускову установку, що може застосовувати ракети AIM-9 Sidewinder разом із РЛС українського виробництва. Ці ракети також застосовуються в комплексі NASAMS.
Також у жовтні 2023 року New York Times повідомили, що американські розробники інтегрували ракети комплексу MIM-104 Patriot до радянських ЗРК та РЛС українського виробництва.

### Британські системи
У серпні 2023 року стало відомо, що британські ракети ASRAAM в рамках МТД постачаються у складі імпровізованих ЗРК на колісному шасі SupaCat. Така машина має пускову установку на дві ракети та, ймовірно, чотири ракети в боєкомплекті. Радар відсутній, тому комплекс потребує зовнішнього цілевказання для ураження літаків, але електронно-оптична головка має дозволяти боротись йому з гелікоптерами та крилатими ракетами. Цю установку деякі джерела також називають FrankenSAM.

## Бойове застосування
За словами очільника Мінстратегпрому Олександра Камишіна, в ніч на 17 січня 2024 року вночі ЗСУ вперше застосували в бою одну з систем FrankenSAM, яку Україна виготовила спільно зі США. Ця система збила «Шахед» з віддалі 9 км.
8 травня 2024 стало відомо про втрату пускової установки британського варіанту з ракетами ASRAAM на шасі SupaCat.